# Okres literacki
Okres literacki – faza procesu rozwoju historii literatury, która daje się zamknąć w granicach czasowych. Wyodrębnienie okresów literackich związane jest z periodyzacją historycznoliteracką, która bierze pod uwagę kryteria społeczne, historyczne, polityczne, kulturowe. Okres literacki charakteryzuje się spójnością dążeń, jednością programów, często podobieństwem utworów pod kątem stylistycznym, technicznym, czy tematycznym. Nadrzędnym terminem wobec okresu literackiego jest epoka literacka, która składa się ze zbioru okresów, często reprezentujących odmienne prądy (np. w epoce oświecenie wyróżnić można prądy takie jak: klasycyzm, sentymentalizm, rokoko).
Krytykę podziału literatury światowej na okresy i epoki daje się zauważyć w pracach dwudziestowiecznych filologów, którzy pragnęli dokonać syntezy literatury. Erich Auerbach występował przeciwko podziałowi na okresy i epoki uważając go za sztuczny, gdyż bazował na zbyt abstrakcyjnych kryteriach. Erns Robert Curtius w pracy Literatura europejska wychodził z podobnego założenia, twierdząc, że literatura europejska stanowi całość, której nie można dostrzec, jeśli dokona się sztucznych podziałów na literaturę danych narodów lub nieprecyzyjnie wytyczonych okresów i epok.